# Serie di Paschen
La serie di Paschen (o serie di Ritz-Paschen) è una sequenza che descrive le righe spettrali dello spettro dell'atomo di idrogeno nella regione dell'infrarosso causate dalla transizione da n ≥ 4 a n = 3, dove n è il numero quantico principale dell'elettrone.

Le transizioni sono designate in sequenza tramite lettere dell'alfabeto greco; così la transizione da n = 4 a n = 3 è chiamata Paschen-alfa (Pa-α), da 5 a 3 Paschen-beta (Pa-β), da 6 a 3 Paschen-gamma (Pa-γ) e così via.
La serie fu scoperta dal fisico tedesco Friedrich Paschen nel 1908.
La tabella riassuntiva della serie, con la lunghezza d'onda "λ" espressa in nanometri, è la seguente:
| n                     | 4      | 5      | 6      | 7      | 8     | 9     | 10    | 11    | 12    | 13    | {\displaystyle \infty } |
| Lunghezza d'onda (nm) | 1874,5 | 1281,4 | 1093,5 | 1004,6 | 954,3 | 922,6 | 901,2 | 886,0 | 874,8 | 866,2 | 820,1                   |

## Formalismo matematico
Il numero d'onda {\displaystyle \nu } delle linee spettrali è ricavabile dalla formula:
{\displaystyle {\tilde {\nu }}=R_{\infty }\left({1 \over 3^{2}}-{1 \over m^{2}}\right)}
dove 
{\displaystyle R_{\infty }=1{,}0973731534\cdot 10^{7}\,{\mathrm {m^{-1}} }}
è la costante di Rydberg, e {\displaystyle m} un numero intero maggiore di 3. Le linee di Paschen si trovano tutte nell'infrarosso.
Il numero d'onda è collegato alla lunghezza d'onda dalla relazione:
{\displaystyle \lambda =1/{\bar {\nu }}}
e all'energia dalla relazione
{\displaystyle E={\bar {\nu }}\cdot c\cdot h}
dove {\displaystyle c} è la velocità della luce e {\displaystyle h} la costante di Planck.